# Muelas de los Caballeros
Muelas de los Caballeros è un comune spagnolo di 205 abitanti situato nella comunità autonoma di Castiglia e León.